# Налог с продаж
Налог с продаж — косвенный налог (налог на потребление), взимаемый с конечных покупателей в момент приобретения товаров либо услуг. Как правило, налог с продаж рассчитывается как определённая в процентах доля от стоимости реализованного товара (услуги). При этом, налоговым законодательством часть товаров и услуг может быть освобождена от налогообложения. Налог с продаж действует во многих странах мира.

## Налог с продаж в США
В 1921 году группа конгрессменов предложила ввести 1 % национальный налог с продаж в США, предложение было отвергнуто,
но в штате Западная Виргиния в том же году, впервые в США, учредили 1 % налог с продаж.
Сегодня широко применяется в США. См. Sales taxes in the United States.
Размер налога сильно варьируется в зависимости от штата, часто комбинируется несколько налогов с продаж, установленных на разных уровнях. Например, одна из самых высоких ставок налога с продаж действовала до лета 2010 года в Чикаго (Иллинойс), она составляла 10,25 %, которые получались суммированием налоговых ставок штата (6,25 %), города (1,25 %), округа (1,75 %, позже был снижен) и транспортного управления (1 %). Дополнительные ставки в городе действуют на пищевые продукты и на алкогольные напитки.

## Налог с продаж в России
Налог с продаж вводился на территории России дважды. Впервые это произошло в 1991 году, когда этот налог был введён законодательством СССР. Ставка налога была установлена в размере 5 процентов. Однако уже в конце того же года одновременно с распадом Советского Союза произошли фундаментальные изменения в российском налоговом законодательстве. В новой системе налогов и сборов, введённой законом «Об основах налоговой системы в Российской Федерации» с 1 января 1992 года, налог с продаж отсутствовал.
Второй раз налог с продаж был введён в России в 1998 году в качестве регионального налога. При этом законодательно было установлено, что каждый субъект федерации самостоятельно принимает решение о введении налога на своей территории, а также устанавливает его ставку в пределах максимальной. Максимальная ставка была вновь установлена в размере 5 процентов. Кроме того, налоговым законодательством было установлено, что с введением на территории субъекта федерации налога с продаж прекращается взимание основной части местных налогов. Предусмотрен был также обширный перечень товаров и услуг, реализация которых налогом с продаж не облагается.
В 1998 и 1999 годах налог с продаж был введён в большинстве субъектов Российской Федерации. Большинство из субъектов, в которых был введён налог, установили ставку в размере 5 процентов (максимально возможном).
С 1 января 2002 года порядок взимания налога с продаж регулировался главой 27 Налогового кодекса. При этом основные условия налогообложения остались прежними. Ещё в момент введения в кодекс указанной главы было предусмотрено, что она будет действовать лишь два года.
С 1 января 2004 года налог с продаж в России не взимается.
В июле 2014 года президент России Владимир Путин, по данным Reuters, поддержал возможный возврат налога с продаж с 2015 года. Однако, по состоянию на сентябрь, соответствующий законопроект не был внесен в Думу.
«Конституционный суд дважды признавал налог с продаж неконституционным: в 2001 и в 2003 годах».